# أسبوع باريس للموضة
أسبوع الموضة في باريس (بالفرنسية: Semaine de la mode de Paris) هو عبارة عن سلسلة من عروض المصممين التي تقام كل عامين في باريس بفرنسا مع فعاليات ربيع/صيف وخريف/شتاء تقام كل عام. يتم تحديد التواريخ بواسطة اتحاد الأزياء الفرنسي. يقام أسبوع الموضة في باريس في أماكن في جميع أنحاء المدينة. ويعتبر على نطاق واسع في معظم المرموقة للأسابيع الأربعة الكبار الأزياء.
بالإضافة إلى العروض الجاهزة للارتداء، هناك عروض أزياء رجالية ورائعة، تقام كل نصف سنة لموسم ربيع/صيف وخريف/شتاء. كل عام أيضًا، تستضيف علامات تجارية شهيرة مثل ديور وشانيل ولويس فويتون وجيفنشي وسيلين عروضهم في الأماكن التاريخية مثل كاروسيل دو لوفر والقصر الكبير.

## وصلات خارجية
- الموقع الرسمي